# Lycaena exuta
Lycaena exuta är en fjärilsart som beskrevs av Schultz 1906. Lycaena exuta ingår i släktet Lycaena och familjen juvelvingar. Inga underarter finns listade i Catalogue of Life.